# Donacia yoshitomii
Donacia yoshitomii là một loài bọ cánh cứng trong họ Chrysomelidae. Loài này được Hayashii miêu tả khoa học năm 2003.